# Formione
Formione, figlio di Asopio (in greco antico: Φορμίων?, Phormíon; V secolo a.C. – dopo il 428 a.C.), è stato un ammiraglio e militare ateniese vissuto nel V secolo a.C. ed attivo prima e durante la guerra del Peloponneso: ottenne diverse importanti vittorie per Atene nel 428 a.C. e, in morte, venne onorato con una statua sull'acropoli e funerali di Stato. Viene considerato il primo grande ammiraglio della storia.

## Biografia
Le prime fonti lo citano nel 440 a.C., quando divise con Pericle, Agnone ed altri il comando della flotta ateniese nell'ultima parte della guerra di Samo. Nel 432 a.C. comandò una forza di 1600 oplita inviati in soccorso alle truppe che combattevano nella battaglia di Potidea. Formione guidò i suoi uomini lentamente dal lato della città che gli ateniesi non avevano ancora circondata e costruì una trincea per completare l'isolamento di Potidea. Dopo che Potidea fu completamente assediata, Formione guidò i suoi uomini in una campagna di successo contro i nemici di Atene nella Penisola Calcidica cosa che ripeté nell'anno seguente, questa volta assieme a Perdicca re dei Macedoni.
Nell'inverno fra il 429 e il 428 a.C., a Formione venne affidato il comando di una flotta di 20 triremi che stabilì la sua base a Lepanto, fuori dal Golfo di Corinto, cosa che gli consentì il blocco delle navi corinzie. Nell'estate del 429 a.C., tuttavia, Sparta iniziò ad approntare una flotta e un esercito considerevoli per attaccare gli alleati di Atene nella regione, sperando di conquistare l'Acarnania per terra, catturare le isole di Zacinto e Cefalonia, e forse anche prendere Lepanto. Formione fu informato di questi piani ma era inizialmente riluttante a lasciare Lepanto non protetta. Quando la flotta del Peloponneso cominciò a muoversi lungo la costa sud del golfo di Corinto, con l'obiettivo di attraversare l'Acarnania, gli Ateniesi seguirono lungo la riva nord e li attaccarono fuori del golfo, in mare aperto, nel loro tentativo di attraversare da sud al nord.
Nella successiva Battaglia di Rhium, Formione utilizzò una tattica non ortodossa. I Peloponnesiaci, nonostante le forze preponderanti (avevano 47 navi rispetto alle 20 degli Ateniesi, anche se molte erano appesantite da fanteria pesante) disposero le navi in cerchio difensivo con le prue rivolte verso l'esterno. Formione circondò con le sue navi la flotta nemica, creando un cerchio sempre più stretto.. La tattica era rischiosa in quanto lasciava le fiancate della navi Ateniesi assolutamente vulnerabili allo speronamento, ma diede i suoi frutti quando il vento che soffiava impetuoso, causò lo scontro fra le navi nemiche, causa inesperienza degli equipaggi ed estrema vicinanza fra le navi. In questo momento di confusione, gli Ateniesi si precipitarono fra le navi avversarie catturando 12 navi nemiche.
Nella Battaglia di Naupatto che seguì a breve, Formione e la sua piccola flotta trionfarono contro una grande flotta di Peloponnesiani costituita da 77 navi. Destreggiandosi nelle acque strette del golfo di Corinto per proteggere Lepanto, gli Ateniesi si erano inizialmente divisi, ma 11 navi ateniesi che erano di stanza a Lepanto furono in grado di aggirare i loro inseguitori e sconfiggere la forza numericamente superiore di fronte a loro. Questa vittoria conservò agli ateniesi la supremazia navale nel Golfo e pose fine ai tentativi del Peloponneso di sfidarli in questo periodo della guerra.
Dopo un'unica campagna via terra nel 428 a.C. in Acarnania, Formio non risulta abbia avuto altri comandi. In pochi anni di attività, comunque, lasciò una notevole impronta nella fase iniziale della guerra del Peloponneso. Una sconfitta ateniese nel golfo di Corinto nel 429/8 a.C. sarebbe stato un colpo devastante per l'influenza di Atene nel nord-est greco, e per la reputazione della invincibilità navale della città. Dopo la sua morte, gli Ateniesi commemorarono il suo servizio allo Stato erigendo una statua sull'acropoli e lo seppellirono nel cimitero di Stato.
Anche suo figlio Asopio (che portava il nome del nonno), comandò una spedizione nel corso della guerra del Peloponneso.